# Stelis spathulata
Stelis spathulata är en orkidéart som beskrevs av Eduard Friedrich Poeppig och Stephan Ladislaus Endlicher. Stelis spathulata ingår i släktet Stelis och familjen orkidéer. Inga underarter finns listade i Catalogue of Life.